# 욀뤼데니즈

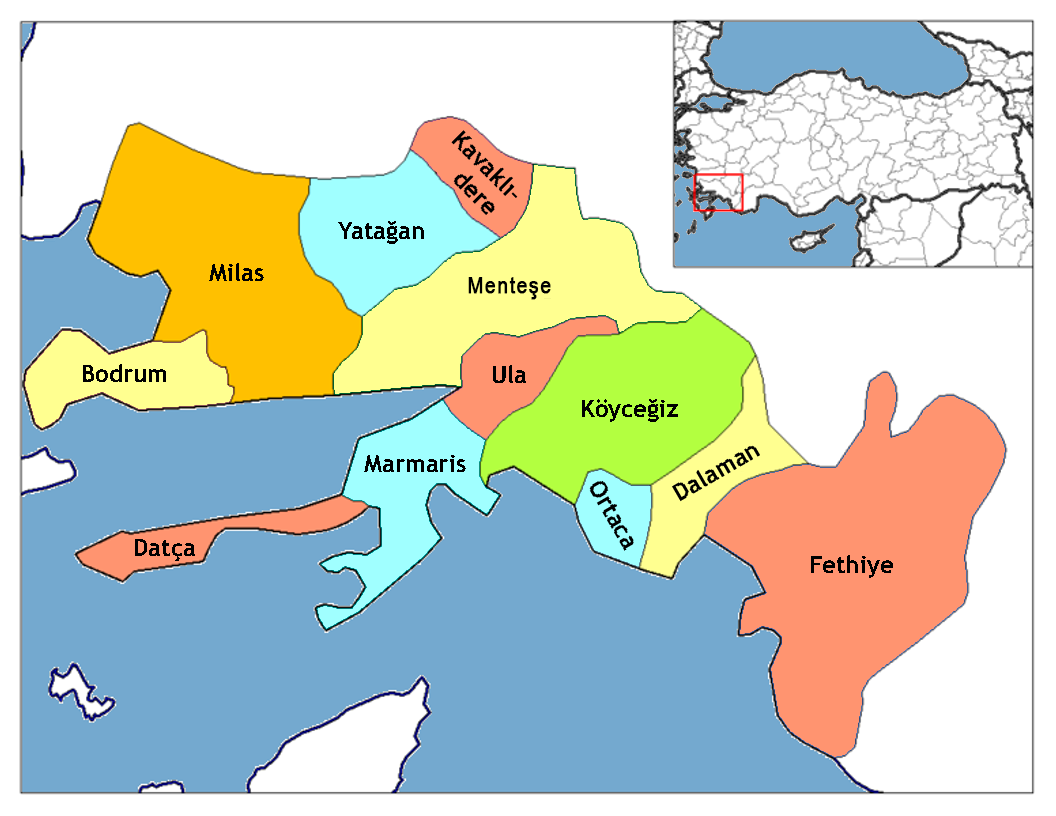
욀뤼데니즈의 위치

욀뤼데니즈(튀르키예어: Ölüdeniz) 혹은 올루데니즈는 터키 물라 주에 있는 작은 휴양지 마을이다. 터키 남서 해안에 있으며 에게해를 마주하고 있다. 바로 남쪽에는 가파른 경사의 해발 1,969m, 바바다 산이 위치 해 있다. 페티예 남쪽 14km에 위치해있으며 산간 리조트 마을인 히사뢰뉘(Hisarönü)와 인접해있다.

## 관광
욀뤼데니즈의 해안은 블루 라군(blue lagoon)이라고 불리는 아름다운 석호로 대표된다. 이곳은 터키의 국가자연보호지역이며 건물을 짓는 것이 엄격히 금지되어 있다. 해안에는 많은 휴양지가 밀집하여 있으며, 여름에는 많은 관광객들이 몰린다.
성 니콜라스 섬(튀르키예어: Gemiler Adası, 영어: St. Nicholas Island)을 비롯하여 근처의 해안을 배로 여행하는 보트투어와 바바다 산 정상에서 시작하여 해안을 감상할 수 있는 패러글라이딩 등의 레포츠를 즐길 수 있다.

## 기후
| Ölüdeniz의 기후     | Ölüdeniz의 기후 | Ölüdeniz의 기후 | Ölüdeniz의 기후 | Ölüdeniz의 기후 | Ölüdeniz의 기후 | Ölüdeniz의 기후 | Ölüdeniz의 기후 | Ölüdeniz의 기후 | Ölüdeniz의 기후 | Ölüdeniz의 기후 | Ölüdeniz의 기후 | Ölüdeniz의 기후 | Ölüdeniz의 기후 |
| 월                  | 1월             | 2월             | 3월             | 4월             | 5월             | 6월             | 7월             | 8월             | 9월             | 10월            | 11월            | 12월            | 연간            |
| ------------------- | --------------- | --------------- | --------------- | --------------- | --------------- | --------------- | --------------- | --------------- | --------------- | --------------- | --------------- | --------------- | --------------- |
| 일평균 최고 기온 °F | 61              | 63              | 68              | 70              | 77              | 86              | 93              | 93              | 88              | 79              | 72              | 64              | 76              |
| 일평균 최저 기온 °F | 45              | 45              | 50              | 54              | 59              | 68              | 72              | 72              | 70              | 63              | 55              | 50              | 59              |
| 일평균 최고 기온 °C | 16              | 17              | 20              | 21              | 25              | 30              | 34              | 34              | 31              | 26              | 22              | 18              | 25              |
| 일평균 최저 기온 °C | 7               | 7               | 10              | 12              | 15              | 20              | 22              | 22              | 21              | 17              | 13              | 10              | 15              |
| 출처:               |                 |                 |                 |                 |                 |                 |                 |                 |                 |                 |                 |                 |                 |